# 云湖街道
云湖街道是中华人民共和国湖南省岳陽市临湘市下辖的一个街道办事处。

## 行政区划
云湖街道下辖以下村级行政区划单位：
南华社区、飞跃社区、王禾社区、石咀社区、大岭村、三联村、板桥村。